# Liste der Stolpersteine in Wiesbaden-Schierstein

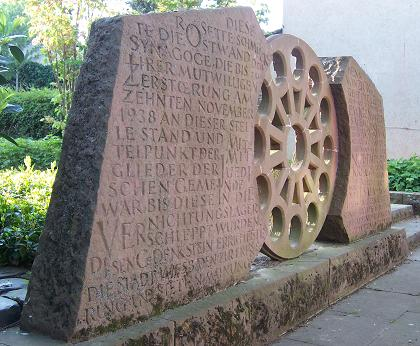
Gedenkstätte Synagoge in Schierstein

 Info: Angaben zu Eigenschaften, welche alle Teillisten für Wiesbaden gemeinsam haben, sind unter Liste der Stolpersteine in Wiesbaden zu finden.

## Liste
| Adresse                | Name                          | Inschrift mit Ergänzungen                                                                                 | Verlegedatum  | Bild | Anmerkung |
| ---------------------- | ----------------------------- | --- | ------------- | ---- | --- |
| Reichsapfelstraße 2 ·  | Dr. Alexander Bayerthal       | Hier wohnte Dr. Alexander Bayerthal Jg. 1867 Gestapohaft 1943 Tot an Haftfolgen 21.10.1943                | 8. Juni 2007  |      | Alexander Bayerthal schloss sein Medizinstudium 1891 in Gießen mit der Promotion ab. In Ober-Ingelheim, wo die Familie seiner Braut einen Weinhandel betrieb, heiratete er 1894 die evangelische Anna Class, geb. 1869. 1897 zog die junge Familie nach Schierstein, wo Tochter Ilse 1899 zur Welt kam. In der Rheinstraße, heute Wasserrolle, erbaute Dr. Bayerthal 1904 ein Wohnhaus, in dem er auch praktizierte. Als Oberstabsarzt war er im Ersten Weltkrieg als Vertrauensarzt bei der Reichsbahn und wurde später zum Sanitätsrat ernannt. Dr. Bayerthal ist der Großvater des Regisseurs Rolf von Sydow, der bei der Verlegung des Stolpersteins anwesend war |
| Reichsapfelstraße 19 · | Hedwig Israel geb. Hallgarten | Hier wohnte Hedwig Israel geb. Hallgarten Jg. 1886 Deportiert 1942 Lublin Ermordet in Sobibor             | 8. Aug. 2006  |      | Die Familie Israel hatte in der Wilhelmstraße 40 (heute Reichsapfelstraße 19, Neubau NASPA-Filiale) eine gut gehende Metzgerei. |
| Reichsapfelstraße 19 · | Herta Israel                  | Hier wohnte Herta Israel Jg. 1925 Deportiert 1942 Lublin Ermordet in Sobibor                              | 8. Aug. 2006  |      | Die Familie Israel hatte in der Wilhelmstraße 40 (heute Reichsapfelstraße 19, Neubau NASPA-Filiale) eine gut gehende Metzgerei. |
| Reichsapfelstraße 19 · | Karl Israel                   | Hier wohnte Karl Israel Jg. 1890 Deportiert 1942 Lublin Ermordet in Sobibor                               | 8. Aug. 2006  |      | Die Familie Israel hatte in der Wilhelmstraße 40 (heute Reichsapfelstraße 19, Neubau NASPA-Filiale) eine gut gehende Metzgerei. |
| Reichsapfelstraße 19 · | Margot Israel                 | Hier wohnte Margot Israel Jg. 1928 Deportiert 1942 Lublin Ermordet in Sobibor                             | 8. Aug. 2006  |      | Die Familie Israel hatte in der Wilhelmstraße 40 (heute Reichsapfelstraße 19, Neubau NASPA-Filiale) eine gut gehende Metzgerei. |
| Reichsapfelstraße 19 · | Rosel Israel                  | Hier wohnte Rosel Israel Jg. 1922 Deportiert 1942 Lublin Ermordet in Sobibor                              | 8. Aug. 2006  |      | Die Familie Israel hatte in der Wilhelmstraße 40 (heute Reichsapfelstraße 19, Neubau NASPA-Filiale) eine gut gehende Metzgerei. |
| Reichsapfelstraße 15 · | Emilie Kahn geb. Teutsch      | Hier wohnte Emilie Kahn geb. Teutsch Jg. 1905 Deportiert 1942 Theresienstadt Ermordet 4.10.1944 Auschwitz | 28. Aug. 2008 |      | Die Familie Kahn wohnte in der Wilhelmstraße 44, heute Reichsapfelstraße 15. Nach dem Besuch der Mittelschule machte Otto Kahn in Frankfurt eine Kaufmannslehre. Er nahm am Ersten Weltkrieg teil und arbeitete danach als Vertreter für bedeutende Unternehmen des Lederhandels. |
| Reichsapfelstraße 15 · | Otto Kahn                     | Hier wohnte Otto Kahn Jg. 1891 Deportiert 1942 Theresienstadt Ermordet 28.9.1944 Auschwitz                | 28. Aug. 2008 |      | Die Familie Kahn wohnte in der Wilhelmstraße 44, heute Reichsapfelstraße 15. Nach dem Besuch der Mittelschule machte Otto Kahn in Frankfurt eine Kaufmannslehre. Er nahm am Ersten Weltkrieg teil und arbeitete danach als Vertreter für bedeutende Unternehmen des Lederhandels. |
| Reichsapfelstraße 15 · | Walter Daniel Kahn            | Hier wohnte Walter Daniel Kahn Jg. 1937 Deportiert 1942 Theresienstadt Ermordet 4.10.1944 Auschwitz       | 28. Aug. 2008 |      | Die Familie Kahn wohnte in der Wilhelmstraße 44, heute Reichsapfelstraße 15. Nach dem Besuch der Mittelschule machte Otto Kahn in Frankfurt eine Kaufmannslehre. Er nahm am Ersten Weltkrieg teil und arbeitete danach als Vertreter für bedeutende Unternehmen des Lederhandels. |
| Milanstraße 6 ·        | Arnold Katzenstein            | Hier wohnte Arnold Katzenstein Jg. 1869 Deportiert 1942 Theresienstadt Ermordet 1942 Treblinka            | 30. Apr. 2013 |      | In der jüdischen Gemeinde Schierstein, zu der auch Frauenstein gehörte, wirkte Arnold Katzenstein seit 1906 als Kantor (Vorbeter) in der Synagoge und von 1924 bis 1932 auch als Religionslehrer in der „Schul“. Seine Ämter und alle anfallenden Verwaltungsaufgaben führte er auch in Hochheim, Rüdesheim und in Eltville aus. Auf seine Initiative hin wurde 1931 die Synagoge in Eltville anlässlich ihres 100-jährigen Bestehens umfangreich renoviert. |
| Am Grünen Baum 6 ·     | Ida Wehnert geb. Kahn         | Hier wohnte Ida Wehnert geb. Kahn Jg. 1895 Verhaftet 1943 Ravensbrück Tot 1945 Bergen-Belsen              | 1. Okt. 2013  |      | Ida Kahn heiratete 1933 den nichtjüdischen Karl Wehnert und lebte mit ihm im eigenen Haus, damals Querstraße 3, später Nr. 6, das sie von einer Verwandten gemeinsam mit ihrer Schwester Frida geerbt hatte. Ida und Karl Wehnert hatten keine Kinder. |